# Рачини (Седлецький повіт)
Рачини (пол. Raczyny) — село в Польщі, у гміні Пшесмики Седлецького повіту Мазовецького воєводства.
Населення — 157 осіб (2011).
У 1975—1998 роках село належало до Седлецького воєводства.

## Демографія
Демографічна структура станом на 31 березня 2011 року:
|          | Загалом | Допрацездатний вік | Працездатний вік | Постпрацездатний вік |
| -------- | ------- | ------------------ | ---------------- | -------------------- |
| Чоловіки | 78      | 13                 | 47               | 18                   |
| Жінки    | 79      | 12                 | 38               | 29                   |
| Разом    | 157     | 25                 | 85               | 47                   |